# Sérigny (Vienne)
Sérigny ist eine Gemeinde mit 314 Einwohnern (Stand: 1. Januar 2022) im Département Vienne in der Region Nouvelle-Aquitaine (vor 2016: Poitou-Charentes) im zentralen Westen Frankreichs. Sie gehört zum Kanton Châtellerault-2 (bis 2015: Kanton Saint-Gervais-les-Trois-Clochers) im Arrondissement Châtellerault.

## Geografie
Sérigny liegt etwa 17 Kilometer nordwestlich vom Stadtzentrum von Châtellerault im Pays Châtelleraudais. Umgeben wird Sérigny von den Nachbargemeinden Nueil-sous-Faye im Norden und Nordwesten, Braye-sous-Faye im Norden, Faye-la-Vineuse im Norden und Nordosten, Saint-Christophe im Osten, Sossais im Südosten, Orches im Süden, Berthegon im Südwesten sowie Prinçay im Westen.

## Bevölkerungsentwicklung
| Jahr                      | 1962 | 1968 | 1975 | 1982 | 1990 | 1999 | 2006 | 2013 |
| Einwohner                 | 676  | 550  | 448  | 394  | 339  | 342  | 303  | 319  |
| Quelle: Cassini und INSEE |      |      |      |      |      |      |      |      |

## Sehenswürdigkeiten
- Kirche, seit 1935 Monument historique